# Анте Бакотич (футболіст)
Анте Бакотич (хорв. Ante Bakotić, нар. ?  — пом. ?) —  югославський футболіст, що грав на позиції нападника. Відомий виступами за клуб «Хайдук» (Спліт).  Чемпіон Югославії 1929 року. 

## Клубна кар'єра
Виступав у складі клубу «Борац» (Спліт). Представляв свій клуб у збірній міста Спліт на Кубку короля 1926 року, де його команда поступилась 0:6 збірній Белграда. 
Наприкінці 20-х років перейшов у команду «Хайдук» (Спліт). Неодноразово ставав чемпіоном футбольної асоціації Спліта. 
Здобув з командою титул чемпіона Югославії у скандальній першості 1929 року. За підсумками сезону переможцем став БСК, що набрав таку ж кількість очок, що і «Хайдук», але випереджав команду зі Спліта за додатковими показниками. Та федерація футболу визнала два матчі БСК недійсними через участь недозволеного гравця. У підсумку представники столичного клубу переграли лише один з цих матчів (якраз проти «Хайдука» і вдруге перемогли з рахунком 2:1 замість 3:1 на початку сезону), а у другому команді зарахували технічну поразку. Таким чином «Хайдук» виявився попереду БСК на два очки. Бакотич зіграв у всіх десяти (з врахуванням двох матчів кваліфікації) матчах того чемпіонату і забив 5 голів. Ще одного разу футболіст був срібним призером чемпіонату в 1932 році. 
Загалом у складі «Хайдука» зіграв 133 матчі і забив 100 м'ячів. Серед них 42 матчів і 22 голи у чемпіонаті Югославії, 6 матчів і 8 голів у чемпіонаті Спліта. 

## Трофеї і досягнення
- Чемпіон Югославії: 1929
- Срібний призер чемпіонату Югославії: 1931-32
- Чемпіон футбольної асоціації Спліта: 1929 (в), 1930 (в), 1930 (о)